# Kepler-37 d
Kepler-37 d è un pianeta extrasolare in orbita intorno alla stella Kepler-37, situata nella costellazione della Lira, a una distanza dalla Terra di 215 anni luce. È stato scoperto nel febbraio 2013 nell'ambito della missione Kepler, assieme ad altri due pianeti, Kepler-37 b e Kepler-37 c. Ha un periodo orbitale di circa 40 giorni e un raggio che è il doppio di quello del nostro pianeta, facendolo probabilmente catalogare tra le super Terre, nonostante la massa non sia conosciuta. Orbita ad una distanza di circa 0,21 UA dalla stella madre ed è il più esterno dei pianeti scoperti attorno a Kepler-37, anche se ancora troppo vicino per avere temperature confortevoli adatte allo sviluppo della vita. 
Considerando la luminosità della stella e la distanza da essa del pianeta, la stima della sua temperatura di equilibrio se avesse la stessa albedo della Terra (0,36) è di circa 460 K, e anche con un'albedo come quella di Venere (0,65) la temperatura si avvicinerebbe ai 400 K.
La sua massa è stata stimata in uno studio del 2021 in 5,4±1,4 M⊕, che da un valore medio della densità di 4,29 g/cm³; essendo il margine di errore sul valore della massa elevato, non è chiara la natura del pianeta, potrebbe trattarsi di un pianeta oceanico, composto dal 50% di acqua, oppure di un nano gassoso con una spessa atmosfera di gas volatili che circonda un nucleo roccioso.